# (2267) Agassiz
Pour les articles homonymes, voir Agassiz.
(2267) Agassiz est un astéroïde de la ceinture principale.

## Description
(2267) Agassiz est un astéroïde de la ceinture principale. Il fut découvert le 9 septembre 1977 à Harvard par l'observatoire de l'université Harvard. Il présente une orbite caractérisée par un demi-grand axe de 2,22 UA, une excentricité de 0,14 et une inclinaison de 2,0° par rapport à l'écliptique.

## Compléments